# موریتا ماساکاتسو
موریتا ماساکاتسو (به ژاپنی: 森田 必勝, Morita Masakatsu); ۲۵ ژوئیهٔ ۱۹۴۵ – ۲۵ نوامبر ۱۹۷۰) دانش‌آموز، کنشگری اهل ژاپن بود. وی بین سال‌های ۱۹۶۶ تا ۱۹۷۰ میلادی فعالیت می‌کرد.